# 池田永治
池田 永治（いけだ えいじ、1889年10月15日 - 1950年12月30日）は、日本の漫画家、洋画家、挿絵画家、俳画家。京都府出身。大正期から昭和20年代にかけて活躍した。

## 概略
1889年、京都市木屋町生まれ、大阪育ち。
本名は池田永治。1928年以降は（妹繁子の死を悲しみ）池田永一治（読みはエイジのまま）と称した。他の画名に永一路、牛、牛歩、田牛（たのもう）などで、これらは丑年うまれにちなむ。
父直次郎の木版印刷業を継がずに上京して、太平洋美術学校を卒業、同校教授となる。珊瑚会に加わり、太平洋画会を中心に活動し、1910年第4回文展褒状「牧場」から1946年日展入選「鳥渡る」まで、日展（帝展、文展）関係の褒状2回、招待2回、無鑑査4回、入選16回に及び、風景画を得意とした。代表作「国土豊」（1942年新文展無鑑査）など4点が兵庫県立美術館に収められている。
岡本一平らと東京漫画会をおこして活動し、1931年、読売新聞社漫画部員となり、「読売サンデー漫画」を中心に政治風刺漫画、こども漫画、俳漫画に独自の筆を振るった。代表作は「こども漫画ピチベ」。俳画は小川芋銭に師事し、1916年、1918年「現代俳画集」などで活動し、1941年理論書「新理念　俳画の技法」を著している。また、田山花袋に認められ、1920年「山水処々」、1924年「東京震災記」など博文館の花袋著書11冊で挿絵・装幀を担当した。戦争中も在京して創作・慰問の活動を続けたが、戦後は持病の糖尿病が進行し活動が低減した。1950年12月30日、療養先の富山県氷見郡阿尾村で死去。享年62歳。

## 著作
- 『新理念俳画の技法』、芸術学院出版部、1941年
- 『少年漫画 ピチベでかした』牧歌社、2005年。
- 『俳画家池田永一治俳句集』神戸新聞総合出版センター、2019年。
- 『画家池田永治の記録』神戸新聞総合出版センター、2019年。

## 共著
- 『東海道漫画絵巻』東京漫画会、1921年。
- 『大震災画集』日本漫画会、金尾文淵堂、1923年。
- 『現代漫画大観』中央美術社、1928年。
- 『漫画家養成講義録』日本漫画会。

## 参考資料
- 『池田永治の世界 花袋著書の装幀を軸に 第十五回特別展』館林市教育委員会文化振興課、1998年。
- WEB版『画家池田永治の記録』（年譜・作品一覧を詳述）